# Hannes Heide
Hannes Heide (ur. 17 października 1966 w Bad Ischl) – austriacki polityk, działacz kulturalny i samorządowiec, burmistrz Bad Ischl, deputowany do Parlamentu Europejskiego IX i X kadencji.

## Życiorys
Początkowo związany z dziennikarstwem w redakcji gazety „Salzkammergut Zeitung”. Później zawodowo pracował jako doradca w zakresie PR i menedżer kultury. Współpracował m.in. z muzykiem Hubertem von Goisern. W 1985 został przewodniczącym towarzystwa kulturalnego „Der Keller”. Od 1994 do 2003 zarządzał miejską instytucją kultury Kulturplattform Bad Ischl, a od 2001 lokalnym teatrem.
W latach 2003–2007 w samorządzie miejskim odpowiadał za sprawy kultury i młodzieży. W 2007 objął stanowisko burmistrza Bad Ischl, uzyskując reelekcję na kolejne kadencje. W 2019 z ramienia Socjaldemokratycznej Partii Austrii został wybrany na eurodeputowanego IX kadencji. Z powodzeniem ubiegał się o reelekcję w 2024.